# Campeonato Paulista de Basquete Masculino de 2021
O Campeonato Paulista de 2021 foi a septuagésima nona edição desta competição de basquetebol da modalidade masculina organizada pela Federação Paulista de Basketball (FPB).
A competição foi composta de cinco fases e disputada por 10 equipes entre os dias 1.º de agosto e 20 de outubro. Na primeira fase, os participantes se enfrentaram em turno único, definindo os grupos do realinhamento. Mais tarde, os oito melhores prosseguiram para os playoffs.
O São Paulo conquistou o título da edição após vencer a série decisiva contra o Franca por 2–1. Com isso, o clube ganhou seu primeiro título na história da competição.

## Formato e participantes
Em 23 de junho, a FPB divulgou em seu website o regulamento e os participantes da edição de 2021 do Campeonato Paulista. Na ocasião, a entidade confirmou a participação de 10 equipes, incluindo Bauru, Corinthians, Franca, Liga Sorocabana, Mogi das Cruzes, Osasco, Paulistano, Pinheiros, Rio Claro e São Paulo.
Originalmente, a competição seria disputada em quatro fases e, na primeira delas, as equipes se enfrentariam em jogos de turno e returno, com os oito melhores se classificando aos playoffs. No entanto, o regulamento foi alterado com o intuito de encurtar a competição: na primeira fase, os participantes se enfrentaram em turno único para definir as chaves do realinhamento. Este, por sua vez, manteve os resultados da fase anterior e classificou para os playoffs as cinco equipes do primeiro grupo e as três melhores do segundo.

## Primeira fase
Em 1.º de agosto, o Mogi das Cruzes venceu o Pinheiros no jogo inaugural. Por sua vez, o São Paulo terminou a primeira fase na liderança, vencendo oito dos nove jogos disputados. Franca e Bauru ocuparam a segunda e a terceira posição, respectivamente. O grupo dos cinco primeiros foi completado por Pinheiros e Paulistano.
- Bauru e Pinheiros empataram no número de pontos. O posicionamento final foi determinado pelo confronto direto (PIN 76 x 64 BAU).
- Mogi das Cruzes e Paulistano empataram no número de pontos. O posicionamento final foi determinado pelo confronto direto (PAU 82 x 73 MOG).
- Osasco e Rio Claro empataram no número de pontos. O posicionamento final foi determinado pelo confronto direto (OSA 79 x 77 RCL).

## Realinhamento
Os integrantes do primeiro grupo, detentores das melhores campanhas, disputaram o realinhamento automaticamente classificados aos playoffs. Ao término da fase, o São Paulo ficou com a primeira colocação e foi seguido por Bauru, Franca, Pinheiros e Paulistano. No segundo grupo, Corinthians, Mogi das Cruzes e Rio Claro conquistaram as vagas restantes.

### Grupo A
- Bauru e Franca empataram no número de pontos. O Bauru ficou à frente por ter obtido duas vitórias diante do Franca no confronto direto.

### Grupo B
- Corinthians e Mogi das Cruzes empataram no número de pontos e de vitórias no confronto direto. O posicionamento final foi determinado pelo saldo de pontos no confronto direto (MOG: +15; COR: -15).

## Playoffs
Os confrontos eliminatórios começaram a ser disputados em 30 de setembro. Nas quartas de final, o Bauru eliminou o Corinthians (84–79 e 92–69), o Franca eliminou o Mogi das Cruzes (87–63 e 86–75), o Pinheiros eliminou o Paulistano (78–70 e 77–72) e o São Paulo eliminou o Rio Claro (88–48 e 76–68).
Por sua vez, as semifinais, a exemplo da fase anterior, teve os confrontos definidos em dois jogos. O Franca venceu o Bauru (84–63 e 92–81) e o São Paulo venceu o Pinheiros (90–68 e 87–81). O clube da capital conquistou o título após vencer a série por 2 a 1 (66–64, 69–75 e 68–64).
|  | Quartas de final | Quartas de final |           |   | Semifinais | Semifinais |  |  | Final | Final |
|  |                  |                  |           |   |            |            |  |  |       |       |
|  |                  |                  |           |   |            |            |  |  |       |       |
|  |                  |                  |           |   |            |            |  |  |       |       |
|  | São Paulo        | 2                |           |   |            |            |  |  |       |       |
|  | São Paulo        | 2                |           |   |            |            |  |  |       |       |
|  | Rio Claro        | 0                |           |   |            |            |  |  |       |       |
|  | Rio Claro        | 0                | São Paulo | 2 |            |            |  |  |       |       |
|  |                  |                  | São Paulo | 2 |            |            |  |  |       |       |
|  |                  | Pinheiros        | 0         |   |            |            |  |  |       |       |
|  | Pinheiros        | Pinheiros        | 0         | 2 |            |            |  |  |       |       |
|  | Pinheiros        |                  |           | 2 |            |            |  |  |       |       |
|  | Paulistano       | 0                |           |   |            |            |  |  |       |       |
|  | Paulistano       | 0                | São Paulo | 2 |            |            |  |  |       |       |
|  |                  |                  | São Paulo | 2 |            |            |  |  |       |       |
|  |                  | Franca           | 1         |   |            |            |  |  |       |       |
|  | Bauru            | Franca           | 1         | 2 |            |            |  |  |       |       |
|  | Bauru            |                  |           | 2 |            |            |  |  |       |       |
|  | Corinthians      | 0                |           |   |            |            |  |  |       |       |
|  | Corinthians      | 0                | Bauru     | 0 |            |            |  |  |       |       |
|  |                  |                  | Bauru     | 0 |            |            |  |  |       |       |
|  |                  | Franca           | 2         |   |            |            |  |  |       |       |
|  | Franca           | Franca           | 2         | 2 |            |            |  |  |       |       |
|  | Franca           |                  |           | 2 |            |            |  |  |       |       |
|  | Mogi das Cruzes  | 0                |           |   |            |            |  |  |       |       |
|  | Mogi das Cruzes  | 0                |           |   |            |            |  |  |       |       |

- Em itálico, os clubes que possuem o mando no confronto. Em negrito, os vencedores.

### Gerais
- «Sistema de disputa do Campeonato Estadual Adulto Masculino da Divisão Especial Série A-1 de 2021» (PDF). Federação Paulista de Basketball. Consultado em 9 de outubro de 2022. Cópia arquivada (PDF) em 1 de agosto de 2021
- «Tabela do Campeonato Paulista de Basquete de 2021 - Primeira fase». Federação Paulista de Basketball. Consultado em 9 de outubro de 2022. Cópia arquivada em 9 de outubro de 2022
- «Tabela do Campeonato Paulista de Basquete de 2021 - Grupo A». Federação Paulista de Basketball. Consultado em 9 de outubro de 2022. Cópia arquivada em 9 de outubro de 2022
- «Tabela do Campeonato Paulista de Basquete de 2021 - Grupo B». Federação Paulista de Basketball. Consultado em 9 de outubro de 2022. Cópia arquivada em 9 de outubro de 2022

### Específicas
1. 1 2  «Campeonato Paulista da Divisão Especial Masculina é lançado oficialmente». Federação Paulista de Basketball. 27 de julho de 2021. Consultado em 10 de outubro de 2022. Cópia arquivada em 22 de setembro de 2021
2. 1 2  «Vai começar o Campeonato Paulista da Divisão Especial Masculina». Federação Paulista de Basketball. 23 de junho de 2021. Consultado em 10 de outubro de 2022. Cópia arquivada em 9 de julho de 2021
3. 1 2  «Com dez times, Paulista masculino de basquete de 2021 tem início previsto para 31 de julho». ge. 24 de junho de 2021. Consultado em 10 de outubro de 2022. Cópia arquivada em 10 de outubro de 2022
4. ↑  Leonardo Abrahão (2021). «Campeonato Paulista de Basquete – sistema de disputa e resumo da 1ª rodada». FNV Sports. Consultado em 10 de outubro de 2022. Cópia arquivada em 10 de outubro de 2022
5. ↑  «Mogi Basquete abre Campeonato Paulista com vitória». Federação Paulista de Basketball. 2 de agosto de 2021. Consultado em 6 de outubro de 2022. Cópia arquivada em 6 de outubro de 2022
6. ↑  «São Paulo cai para Mogi e perde 100% no fechamento do 1º turno do Paulista». Olimpíada Todo Dia. 7 de julho de 2021. Consultado em 6 de outubro de 2022. Cópia arquivada em 25 de setembro de 2022
7. 1 2 3 4 5 6 7  «Tabela do Campeonato Paulista de basquete masculino 2021». Olimpíada Todo Dia. 31 de julho de 2021. Consultado em 6 de outubro de 2022. Cópia arquivada em 25 de setembro de 2021
8. ↑  «Bauru vence o Corinthians outra vez, fecha a série e vai à semi do Paulista». Olimpíada Todo Dia. 4 de outubro de 2021. Cópia arquivada em 25 de setembro de 2022
9. ↑  «São Paulo confirma favoritismo, elimina Rio Claro e está na semi do Paulista de basquete». ge. 3 de outubro de 2021. Consultado em 6 de outubro de 2022. Cópia arquivada em 4 de outubro de 2021
10. ↑  «Bauru Basket é eliminado pelo Franca na semifinal». JCNET. 10 de outubro de 2021. Consultado em 6 de outubro de 2022. Cópia arquivada em 6 de outubro de 2022
11. ↑  «Em jogo emocionante, São Paulo vence o Franca e conquista o título do Campeonato Paulista de Basquete». Lance!. 20 de outubro de 2021. Consultado em 6 de outubro de 2022. Cópia arquivada em 21 de outubro de 2021
12. ↑  «SPFC bate o Franca e é campeão paulista de basquete pela 1ª vez em retomada». UOL. 20 de outubro de 2021. Consultado em 6 de outubro de 2022. Cópia arquivada em 2 de setembro de 2022